# Darwin, Minnesota
Darwin är en ort i Meeker County i Minnesota. Vid 2020 års folkräkning hade Darwin 348 invånare.